# Yernée
Yernée is een plaats in de Belgische provincie Luik. Yernée is een deel van Yernée-Fraineux, een deelgemeente van Nandrin.

## Geschiedenis
Op de Ferrariskaart uit de jaren 1770 is de plaats weergegeven als het gehucht Yernais. Op het eind van het ancien régime werd Yernée een gemeente. In 1823 werd de gemeente samengevoegd met Fraineux in de nieuwe gemeente Yernée-Fraineux.